# Suctobelbella harteni
Suctobelbella harteni är en kvalsterart som beskrevs av Sandór Mahunka 1991. Suctobelbella harteni ingår i släktet Suctobelbella och familjen Suctobelbidae. Inga underarter finns listade i Catalogue of Life.